# Von Fircks
von Fircks är namnet på en gammal baltisk adlig familj.

## Historik
Familjen visas först dokumenterad 1306 med riddaren Gerard av Ferckis i Estland, kunglig dansk vasall Harrisch-Wierischens riddare. Den direkta släktlinjen börjar dock med Wolmar Fircks, år 1450 vasall av Teutonic Order i Wierland (Estland).

### Inskrivningar
En inskrivning i första klass i Kurlands adelskap skedde den 17 oktober 1620 för Christofer Fircks, hertig av Kurland Burggraf och riddare i Kurlands adelskap. Det preussiska godkännandet att hantera barontiteln skedde den 18 januari 1844 i Berlin, till major Wilhelm von Fircks. Rysslands erkännande av rätten att bära titeln baron, för hela familjen, följde den 1 september 1853. Inskrivningen som livländsk riddare gjordes 1908 för baron Ernst von Fircks, arvtagare till Nurmhusen (Kurland) och vapendragare till Majorenhof (Livland).

## Vapensköld
Släktens vapensköld visar en svart örn i silvertopp, i botten två rader med fem rutor av rött och silver.

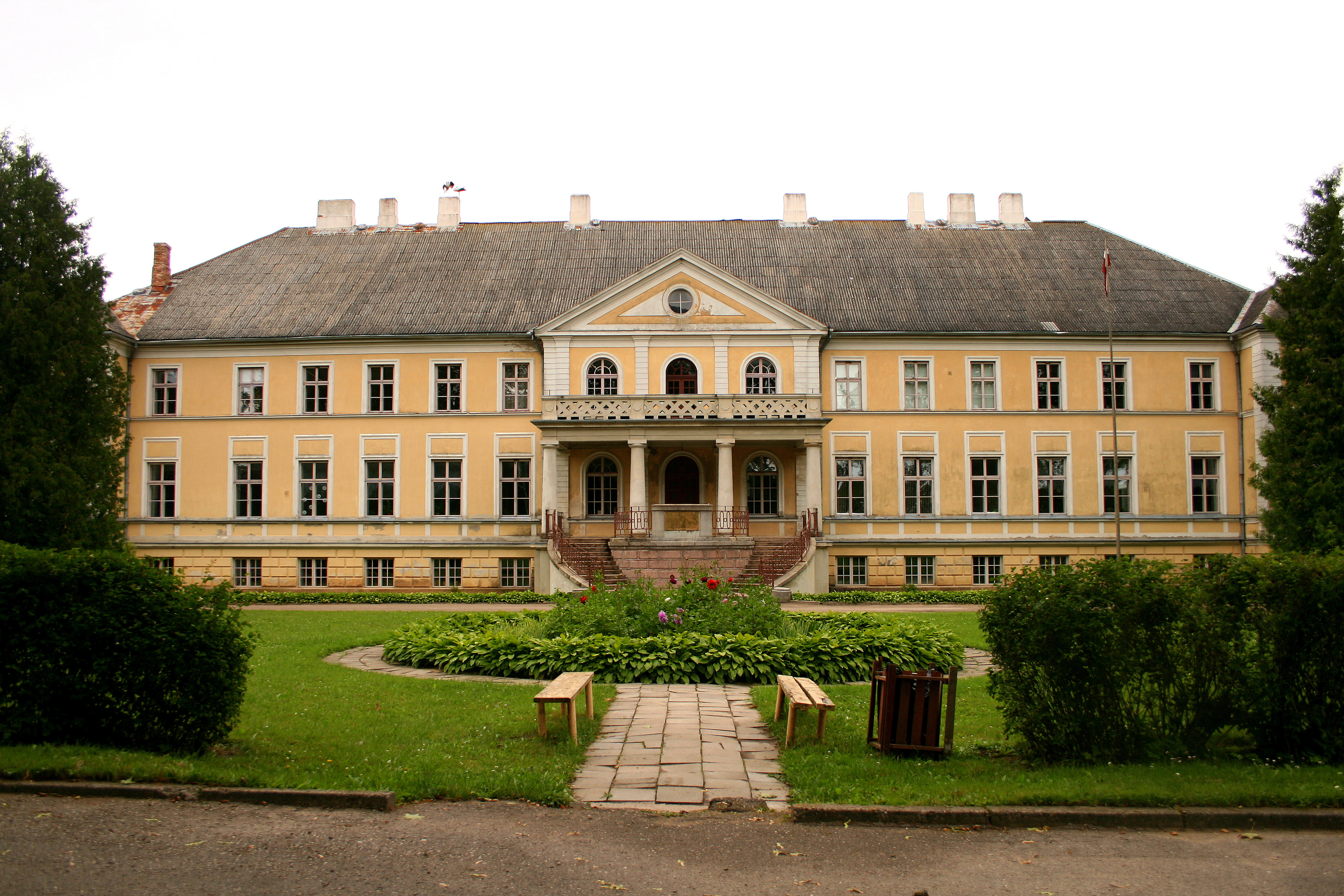
Rudbārži slott uppfördes på beställning av friherrinnan Thea von Fircks.